# Боевые группы БКП

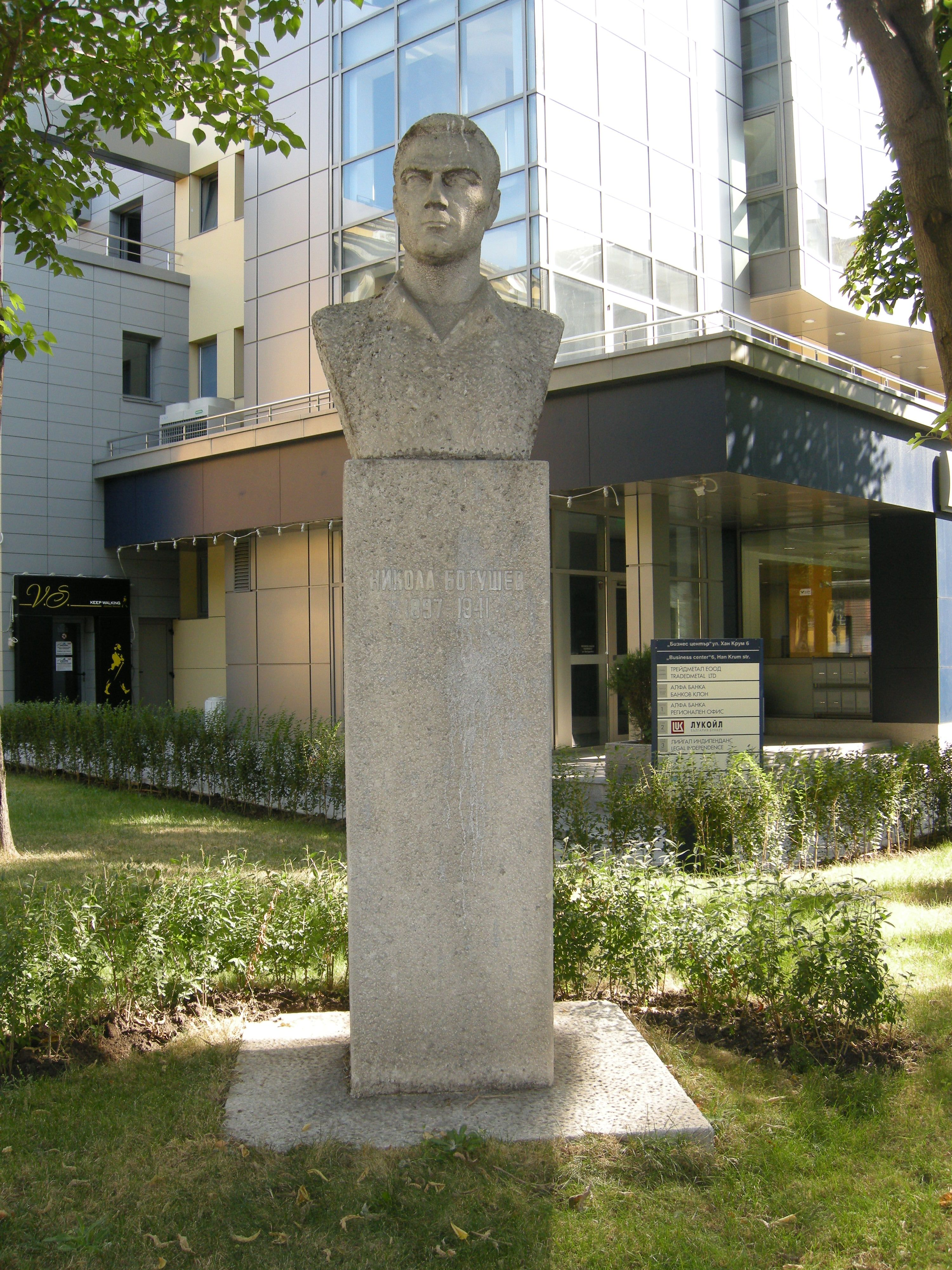
Памятник Николе Ботушеву в Бургасе

Боевые группы БКП (болг. Бойните групи на БКП) — вооружённые отряды 3-6 человек (членов БКП), действовавшие в 1941—1944 гг. на территории Болгарии с целью ведения партизанской войны против немецких войск и функционеров монархического режима в стране. Составная часть болгарского движения Сопротивления. Участники боевых групп известны в Болгарии как «нелегалы».

## Организационная структура, тактика и вооружение
Боевые группы действовали в основном в городах (в лесах и в горах сопротивление велось партизанскими отрядами). Главными мишенями для боевых групп являлись военное производство и коммуникации страны, которые использовались против СССР.
Боевые группы БКП создавались по территориальному принципу - в городах и сёлах. В первый период деятельности их активность серьёзно ограничивал недостаток оружия, поэтому их участникам рекомендовалось в максимальной степени использовать подручные средства (холодное и самодельное оружие для совершения нападений на гитлеровцев и их пособников, спички и керосин для поджога складов...). Одним из источников снабжения боевых групп БКП оружием, боеприпасами и взрывчаткой стали подпольные группы БКП в болгарской армии, но их возможности были ограниченными и не могли полностью обеспечить потребности боевых групп.
Весной 1942 года в результате серии облав и арестов подполье понесло серьёзные потери: были арестованы члены Центральной военной комиссии и ЦК БРП(к), ряд организаторов и активистов
- в марте 1942 года был арестован инструктор ЦК БРП(к) Пётр Богданов, занимавшийся организационными вопросами развёртывания вооружённой борьбы в Болгарии (он был приговорён к смерти и казнён 23 июля 1942 года), это замедлило развёртывание деятельности боевых групп БРП(к)[3].
- 27 апреля 1942 года был арестован член ЦК БРП(к) Петр Ченгелов (он был приговорён к смерти и расстрелян 17 августа 1942 года)[2].

23 июня 1943 года состоялся процесс над арестованными членами ЦК и активистами БРП(к), из 60 человек 12 были приговорены к смертной казни, остальные - к различным срокам тюремного заключения.
26 июня 1941 года Софийский военно-полевой суд вынес приговор на "процессе парашютистов".
В конце ноября 1942 был арестован и 4 декабря 1942 года расстрелян член ЦК РМС Адалберт Антонов.
В 1943 году командование НОПА рекомендовало переформирование существующих и создание новых боевых групп в соответствии с едиными штатами: боевая группа должна была состоять из трёх-пяти человек с хорошей стрелковой подготовкой, вооружённых компактным, обеспечивающим скрытое ношение оружием (револьверы, пистолеты, ручные гранаты), имеющих в распоряжении взрывчатые и зажигательные вещества, а также инструменты для совершения диверсий. Имевшиеся винтовки и ружья рекомендовалось передавать в партизанские отряды.
Кроме того, весной 1943 года Главный штаб НОПА издал директиву "Об организации и структуре вспомогательных боевых групп", в котором подпольным организациям в дополнение к уже существующим боевым группам рекомендовалось создавать вспомогательные боевые группы численностью 5-6 человек

## Деятельность

### Боевые операции, диверсии и саботаж

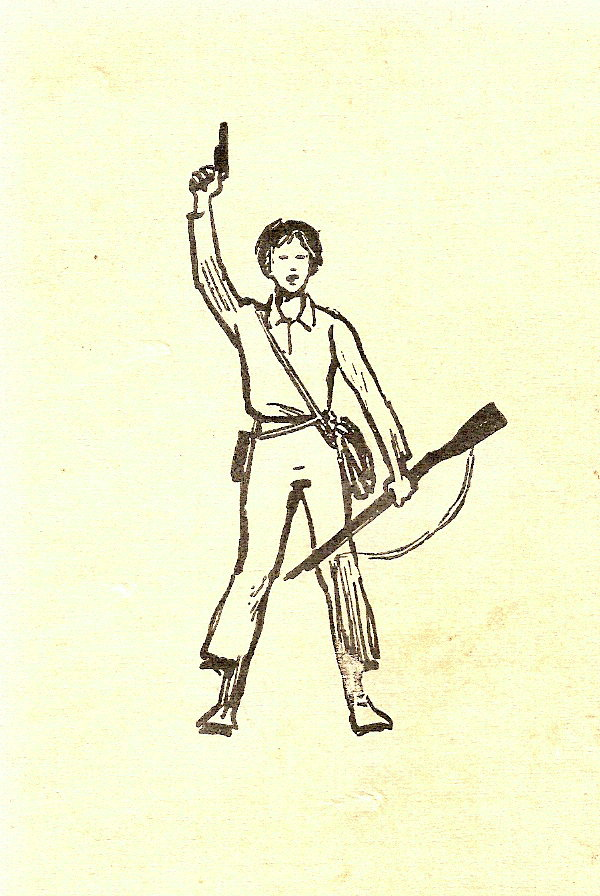
обложка книги М. Грыбчевой «Во имя народа» (издание 1962 года), описывающей деятельность боевых групп

- вскоре после того, как 2 марта 1941 года немецкие войска были введены на территорию Болгарии[6], начались диверсии на линиях связи: активисты БКП неоднократно выводили из строя телефонные линии, протянутые к немецким военным объектам[7]. Кроме того, активизировалась разъяснительная работа с населением, агитационная деятельность и антифашистская пропаганда. Помимо устной агитации, в документах немецких спецслужб и МВД Болгарии отмечены многочисленные случаи появления на стенах лозунгов "Долу Хитлер!", "Вън хитлеристките банды!", "Да живее свободна България!", "Да живее Сталин!" и др.[8][9]
- 22 июня 1941 была выпущена первая листовка - воззвание ЦК БКП к болгарскому народу[10], в дальнейшем распространение листовок было продолжено[11]
- 27 июня 1941 в селе Добриниште Разложской околии находившийся на нелегальном положении секретарь организации БРП Иван Козарев вступил в бой с группой полицейских, направленных для его поимки и скрылся. В перестрелке были ранены два полицейских[12] - это событие является первым случаем вооружённых действий болгарского сопротивления[13]
- в середине июля 1941 года, во время нападения на расчёт немецкой артиллерийской батареи возле софийского ипподрома ("Колодрум") в перестрелке с группой Георгия Григорова был убит первый немецкий солдат в Болгарии;
- вслед за этим, в Софии полиция организовала засаду с целью захвата находившейся на нелегальном положении активистки РМС Лиляны Димитровой, которая оказала вооружённое сопротивление и скрылась - после того, как один полицейский был застрелен, остальные прекратили преследование[14]
- 22 августа 1941 в Варне участники боевой группы Г. Григорова подожгли железнодорожный состав с горючим, предназначенным к отправке для Восточного фронта[8], сгорело 7 цистерн с бензином. Также, в августе 1941 года в Софии боевая группа П. Усенлиева организовала крушение товарного поезда с грузами для немецкой армии[15]. Кроме того, в течение 1941 года боевые группы совершили несколько актов саботажа на железнодорожном транспорте в районе Пловдива[8] и организовали крушения немецких военных эшелонов в районе городов Драгоман, Червен Бряг и Стара Загора[16]
- 1 сентября 1941 года братья Ангел и Илия Чаушевы и братья Никола и Георгий Чолаковы начали изготовление минно-взрывных устройств[17]; в дальнейшем, в сентябре 1941 года подпольщик Ангел Бомбата из боевой группы Г. Григорова осуществил несколько попыток минирования немецких объектов: 4 сентября 1941 года взрывное устройство было установлено и сработало под немецким грузовиком рядом с бараком, в котором были расквартированы немецкие солдаты; 6 сентября 1941 года ещё одно взрывное устройство было установлено под немецкой подвижной радиостанцией, но не сработало - оно было обнаружено шофёром и обезврежено;
- в сентябре 1941 года в порту Варны Варненская боевая группа БКП осуществила взрыв на пароходе «Шипка»[18].
- 22 сентября 1941 года в Доспате была подожжена фабрика по производству досок[8], в результате были сожжены лесоматериалы, подготовленные для вывоза в Германию (на сумму 1,2 млн. левов) и здание фабрики[15]
- 26 сентября 1941 года на горе Кричим была подожжена фабрика по производству консервов[8]
- 28 сентября 1941 года коммунист Леон Таджер инициировал пожар на нефтеперегонном заводе в Русе, сгорели несколько цистерн с бензином, предназначенных к отправке для частей немецкой армии на Восточном фронте[15], ударом ножа был ранен 1 немецкий солдат[19]
- 13 ноября 1941 года члены боевой группы Шуменского партийного округа из села Дивдядово были окружены в селе Кочово и в течение пяти часов вели бой с превосходящими силами полиции[8]
- 17 декабря 1941 года боевая группа атаковала группу немецких военнослужащих, после чего вступила в перестрелку с болгарскими полицейскими[8]
- в сентябре 1942 года в Пловдиве боевая группа БКП совершила налёт на немецкое бюро пропаганды, в результате было захвачено хранившееся здесь оружие и сожжены все пропагандистские материалы[10].
- в сентябре 1942 года в Асеновграде боевая группа БКП совершила две крупные операции: в результате первой операции была подожжена лесопильня, выполнявшая немецкие заказы и сожжен большой склад пиломатериалов, на котором хранились пиломатериалы для германской армии; в результате второй операции была подожжена фабрика по изготовлению экспортных бочек, изготавливавшая бочки для Германии[10]
- 19 сентября 1942 в Софии боевая группа Славчо Бончева в составе шести коммунистов (на вооружении у которых был только пистолет и кинжал) разоружила охранника и подожгла склад кооператива «Свети Илия», расположенный на пересечении улиц Лавале и Александра Стамболийского. На складе находились дублёнки, произведённые в Болгарии для частей вермахта на Восточном фронте, общая стоимость сгоревшей в результате диверсии одежды составила 31 млн левов[20]. Ввиду напряжённого положения с обеспечением тёплой одеждой для немецких войск в СССР, дипломатические представители нацистской Германии в Болгарии реагировали исключительно остро[21]. Болгарская полиция установила исполнителей диверсии, а суд приговорил руководителя боевой группы Славчо Бончева заочно к смерти[22].
- 5 ноября 1942 года в Софии, на бульваре Фердинанда членами боевой группы был подожжён ещё один склад с тёплой одеждой, подготовленной для гитлеровской армии[21]
- 7 ноября 1942 года членами боевой группы была подожжена фабрика «Сылза»[21]
- 12 мая 1943 - перестрелка боевой группы с полицией и солдатами в Софии[23]

В период с июня по ноябрь 1941 года полиция зарегистрировала 69 операций боевых групп; до конца 1941 года полиция зарегистрировала 85 случаев саботажа, диверсий и вооружённых нападений, совершённых боевыми группами (при этом, в полицейских отчётах оказались зафиксированы не все выполненные в 1941 году операции боевых групп). Всего, в период с июня 1941 до конца 1942 года в документах полиции зафиксирована 521 операция (вооружённые нападения, диверсии, акты саботажа и др.).
Кроме того, во второй половине 1941 года участники Разложской боевой группы предприняли несколько акций по захвату оружия и боеприпасов, оставшихся после вторжения немецких войск в Грецию в апреле 1941 г. на бывшей "линии Метаксаса".

### Иные операции
Боевые группы также уничтожили несколько полицейских агентов и ряд государственных деятелей, поддерживающих политику нацистской Германии в Болгарии.
- 8 февраля 1943 в Софии был застрелен полицейский агент, провокатор Никола Христов («Кутуза»)[26]
- 13 февраля 1943 в Софии был застрелен генерал-лейтенант Христо Луков, активный сторонник идей национал-социализма и фашизма[27][28], руководитель фашистского «Союза болгарских национальных легионов», сторонник дальнейшего укрепления союза Болгарии с нацистской Германией. В операции участвовали Иван Бураджиев и Виолета Якова[29].
- 15 апреля 1943 в Софии был застрелен Сотир Янев — член Болгарской социал-демократической партии, с 1940 года бывший членом парламентской комиссии по внешней политике. Янев являлся активным сторонником укрепления союза Болгарии с нацистской Германией, выступал против СССР. В операции участвовали Никола Драганов и Йордан Петров[30].
- в конце апреля 1943 года в городе Пазарджик был застрелен начальник тайной полиции Пазарджика Мачо Генов. В операции участвовал Динко Баненков[31]
- 3 мая 1943 в Софии был застрелен бывший директор полиции и председатель Верховного кассационного суда Болгарии полковник Атанас Пантев[32]. В операции участвовали четверо: непосредственными исполнителями являлись Величко Николов и Митка Грыбчева, их прикрытие осуществляли Виолета Якова и Леон Калаора[33].
- 10 мая 1943 в Софии состоялось покушение на радиоинженера Кулчо Янакиева, который занимался глушением передач радиостанции «Христо Ботев». В результате, Янакиев был ранен в шею, а оба исполнителя — участники боевой группы Мико Папо и Донка Ганчева — были арестованы болгарской полицией. Мико Папо был приговорен к смерти и казнен. Донка Ганчева была приговорена к пожизненному заключению[34].
- 29 мая 1943 коммунисты предприняли второе покушение на Кулчо Янакиева, также оказавшееся безуспешным. В перестрелке погибли четверо бойцов боевой группы (Никола Драганов, Йордан Петров, Методий Алексиев и Кирил Бончев); ими была убита служебная собака и ранены два сотрудника болгарской полиции[35].
- летом 1943 года в результате покушения был ранен редактор газеты «Зора» Данаил Крапчев, который получил ножевые ранения в руку и в голову. Оба исполнителя (участники боевой группы Славчо Радомирского) были убиты полицией.
- 11 августа 1943 в Стара-Загоре было предпринято неудачное покушение на начальника госбезопасности при областном полицейском управлении Гюрова. Ремсист Георгий Колев попытался выстрелить в Гюрова, а после того, как "наган" дал осечку - вступил с ним в рукопашную, но был убит подбежавшим к месту схватки надзирателем городской тюрьмы[36].
- 17 сентября 1943 - в центре Чирпана застрелен агент полиции Жеко Бонев[37]
- 21 ноября 1943 - в результате операции Макрешской вспомогательной боевой группы в Видине был убит комиссар по снабжению продовольствием Симеон Илиев (чиновник, обеспечивавший выполнение крестьянами Видинского края продовольственных поставок для отправки продовольствия в Германию и снабжения немецких войск в Болгарии). Несмотря на охрану из пяти сотрудников полиции, Илиев был застрелен на улице города[38].
- 17 июня 1944 в перестрелке были убиты три сотрудника болгарской полиции и арестована Виолета Якова[39]
- в ночь на 8 мая 1944 боевая группа из города Волуяк Софийского округа помогла бежать из немецкого эшелона 4 военнопленным красноармейцам (они были спрятаны в районе Софии, а затем переправлены в Брезникский партизанский отряд)[40]
- в конце августа 1944 года был застрелен лесник Иван Божков (3 мая 1944 он в качестве проводника сопровождал подразделение жандармов, осуществлявшее поиск партизан, и обнаружил следы, по которым вывел жандармов к Белой скале, где в перестрелке была убита Вела Пеева, а затем отрезал погибшей голову, за что получил премию в размере 100 тыс. левов)[41]

## Потери
Боевые группы понесли немалые потери, многие их участники погибали во время боевых операций, были схвачены, осуждены к смерти и казнены по приговору военно-полевых судов. Среди погибших — нелегальные бойцы Никола Драганов («Гуджо»), Йордан Петров, Методий Алексиев, Кирил Бончев, Никола Ботушев, Георгий Григоров, Христо Ников, Виолета Якова и другие.